# Espaço Rap 3
Espaço Rap 3 é a terceira edição da coletânea musical de rap Espaço Rap, produzida por vários artistas do gênero. Foi lançada em 2000 e contém 12 faixas.

## Faixas
1. Us Mano e as Minas - Xis
2. Bomba H - Face da Morte
3. Traficando Informação - MV Bill
4. Babilônia - Império Z/O
5. Corre Corre - Jigaboo
6. O Caminho das Pedras - Zona Proibida
7. Condições de Sobreviver - Detentos do Rap
8. Só Sangue Bom - Realidade Cruel
9. Brasília Periferia Parte 2 - GOG
10. Amigo de Infância - Consciência Humana
11. Vida Suburbana - Conexão do Morro
12. Um Cara Bem Legal - RPW